# Tanneron
Tanneron é uma comuna francesa na região administrativa da Provença-Alpes-Costa Azul, no departamento de Var. Estende-se por uma área de 52,78 km². Em 2010 a comuna tinha 1 699 habitantes (densidade: 32,2 hab./km²).